# Sphecozone altehabitans
Sphecozone altehabitans är en spindelart som först beskrevs av Eugen von Keyserling 1886.  Sphecozone altehabitans ingår i släktet Sphecozone och familjen täckvävarspindlar.
Artens utbredningsområde är Peru. Inga underarter finns listade i Catalogue of Life.